# Jated ne'eman
Jated ne'eman (hebrejsky: יתד נאמן, doslova Věrný úchyt) je hebrejský psaný deník vycházející v Izraeli od roku 1985.
List byl založen roku 1985. Podle údajů k roku 1995 patřil mezi menší izraelská periodika s nákladem pod 5 000 výtisků. Patřil mezi listy napojené na konkrétní stranické a náboženské struktury. V tomto případě jde o deník vyjadřující zájmy ultraortodoxních Židů, respektive skupiny mitnagdim, která odmítá chasidismus. Je napojený na kruhy okolo politické strany Degel ha-Tora.
V USA vychází podobně orientovaný deník Yated Ne'eman.